# فخر عظمى أرغون
فخر عظمى أرغون (بالفارسية: فخرعظمی ارغون) (و. 1898 – 1937 م) هي مُدرسة، وصحفية، وشاعرة، وكاتِبة إيرانية، توفيت عن عمر يناهز 39 عاماً.